# AXA
AXA este una dintre cele mai importante instituții financiare la nivel mondial, având sediul la Paris, Franța, domeniul principal de activitate fiind asigurările.

## AXA în România
În 2008 AXA a încercat să cumpere Asiban, dar prețul oferit în cadrul licitației a fost mai mic decât al câștigătorului. Tot în 2008, un alt asigurator vizat de AXA a fost Unita, dar în final aceasta a fost cumpărată de grupul austriac Uniqa.
În decembrie 2009 AXA semnează contractul de preluare de la Vienna Insurance Group a companiei Omniasig Asigurări de Viață. Procedurile de achiziție sunt finalizate pe 7 iulie 2010.
La conducerea noului asigurator este numită, de la data de 1 septembrie 2010, Violeta Ciurel. Noua denumire a companiei începând cu data de 2 septembrie 2010 este AXA Life Insurance. Lansarea oficială a avut loc pe 12 mai 2011.
Pe 29 noiembrie 2013 este anunțată retragerea grupului AXA din România și vânzarea subsidiarei locale către Astra Asigurări, dar pe 20 septembrie 2014 este anunțată încetarea contractului de vânzare. AXA mai încearcă o dată să vândă anunțând pe 18 decembrie 2014 încheierea unui acord de vânzare a 70% din acțiunile subsidiarei locale către Certinvest și 30% către SIF Transilvania, dar pe 3 iulie 2015 tranzacția este anulată de Autoritatea de Supraveghere Financiară.
Număr de angajați în 2007: 174.935
Rezultate financiare: (miliarde Euro)
| An               | 2008 | 2007  | 2006  | 2005  | 2004 |
| ---------------- | ---- | ----- | ----- | ----- | ---- |
| Valoare active   | 981  | 1.281 | 1.315 | 1.070 | 871  |
| Cifra de afaceri | 91,2 | -     | -     | -     | -    |
| Venit net        | 0,9  | -     | -     | -     | -    |